# Mayulestes
Mayulestes (кечуа: mayu річка, + грец. lestes, злодій) — рід хижих метатерій, що жив на території Тіупампи, Болівія, на початку палеоцену.